# Садиба

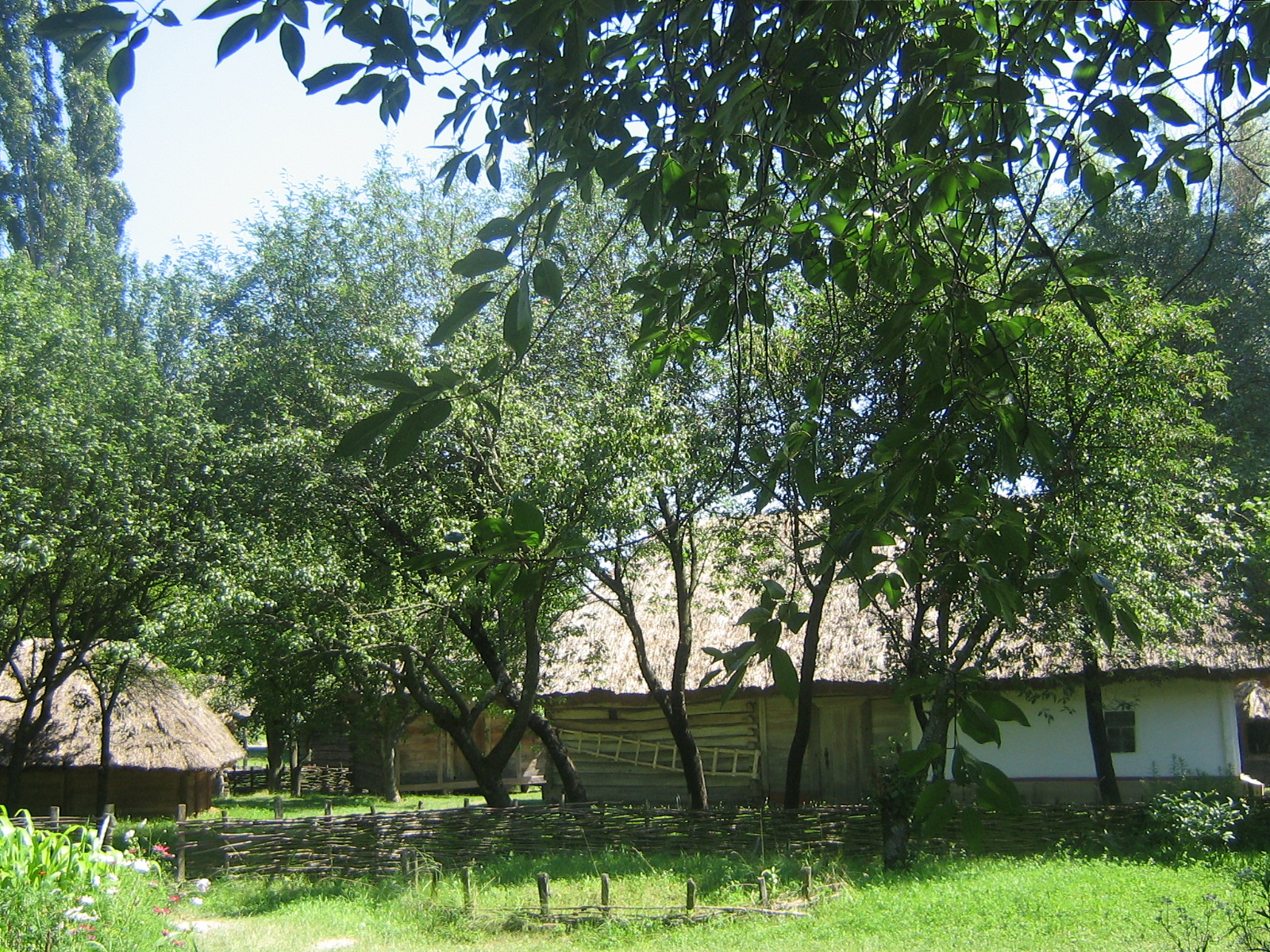
Українська селянська садиба. Національний музей народної архітектури і побуту, Київ.

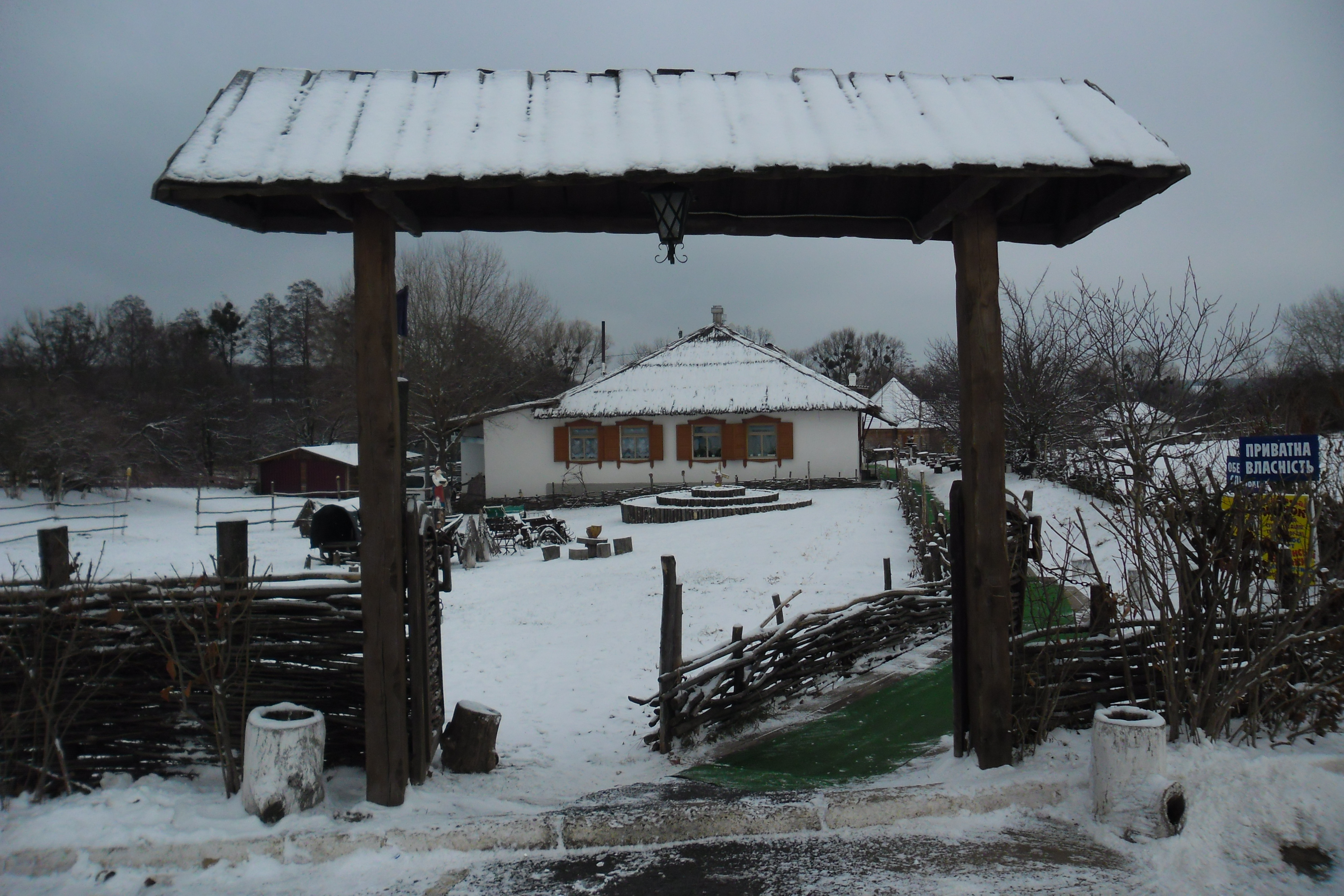
Типова українська садиба на Полтавщині. 2015 рік.

Сади́ба — «житловий будинок та господарські будівлі з прилеглими до них садом і городом, що разом з ними є окремим господарством». Те саме, що маєток». Це господарські споруди з житловим будинком, що утворювали комплекс двору. В радянські часи (общинний колективний лад) садибою називалися адміністративно-громадські, виробничо-господарські та житлові будівлі колгоспу, радянського господарства тощо, зосереджені в одному місці. Це ділянка землі, що відводиться комусь для забудови, під сад та город.

## Селянська садиба
Селянська садиба (житлово-виробничий комплекс), центром якої завжди була хата, займала земельну ділянку, де за певного системою розміщувалися, крім житла, господарські будівлі з подвір'ями, сад і город. 
Садиба (або садибна забудова) — тип забудови, основними репрезентативними елементами якої були: огорожа (наприклад, посаджені палі), ворота, галереї та дахи будинків. Такий тип забудови, згідно з аналізом археологічних досліджень, характерний для Києва Х–ХІ ст., а також для багатьох великих міст Центрально-Східної Європи
Садиба як житловий будинок та господарські будівлі з прилеглими до них садом і городом, що разом з ними є окремим господарством мали свої локальні особливості. Локальна своєрідність садиб у різних історико-етнографічних районах України виникла завдяки різним комбінаціям господарських будівель, їхнім архітектурно-конструктивним особливостям, що залежало від наявності будівельних матеріалів, місцевих будівельних традицій.

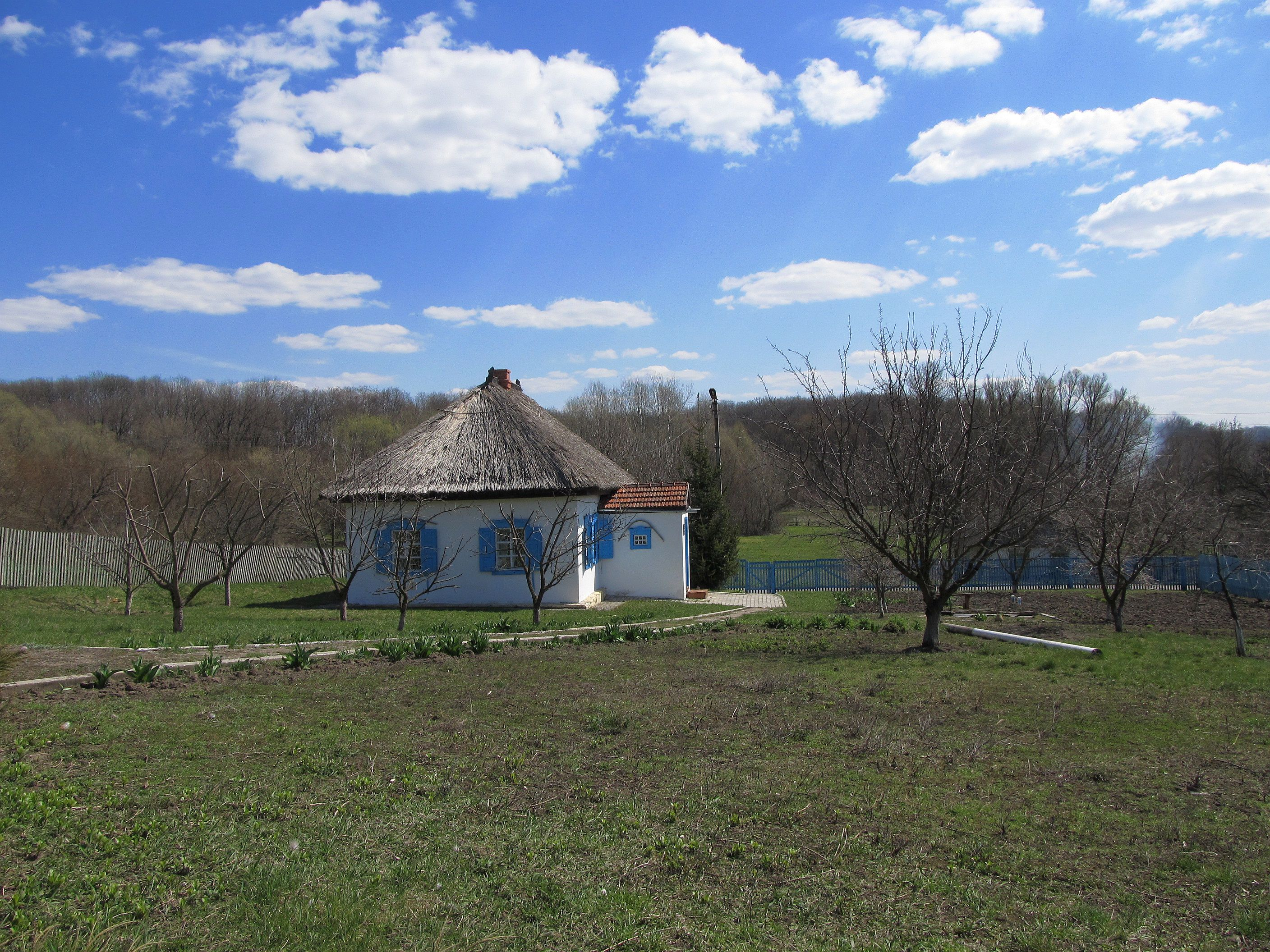
Садиба Олеся Гончара

У часи Середньовіччя садиба — дворище — була підпорядкована потребам вільної родини. Це були багатобудинкові двори, в яких будівлі не загороджували, вільно розташовували на ділянці землі, якою користувалися усі господарі спільно Залишки подібного господарства можна спостерігати у Сколівському районі на Львівщині.
У Карпатах, гуцульська садиба («осідок») називалась ґраждою. Основну виробничу ланку становила велика сім'я, община, які селилися окремими групами. Садиби були розкидані по горах і долинах далеко одна від одної.
Існували садиби з незамкненим, відкритим подвір'ям, на якому господарські споруди розміщувалися вільно, без певного порядку а також замкнені — наприклад: гуцульські гражди. Поряд з такою схемою в окремих районах України побутували локальні варіанти однорядної і дворядної, Г-подібної, а також замкненої забудови відкритого двору.
З розпадом великої родини на окремі садиба стала одноосібним господарством.

## Дворянська садиба
Див.також: Садиба заможної людини
З виникненням боярства, в епоху розкладу родоплемінних відносин у слов'янських племен (6-9 ст.) садиби перетворюються у феодальні маєтки: садиба — феодальний маєток, поміщицький будинок, палац та господарські будівлі з підтримки сільськогосподарських угідь та лісів, майданчики дуже великої власності; володіння знатних людей (дворян, старшин, шляхти, купців) і заможних представників інших класів, періоду XVII — початок XX ст. Адміністративний центр найнижчої одиниці територіальної організації в феодальній системі в Європі.
У садибі, або як тоді її називали «двір», боярин міг витримати навіть облогу. Наприклад, в 1611 році князь Пожарський оборонявся від поляків у своєму дворі.
До складу класичної панської садиби-маєтку зазвичай входив хазяйський будинок, кілька флігелів, стайня, парк зі ставками, алеями, альтанками, гротами, «людські» хати челяді, возівня, кузня, лазня, комори і погреби, інколи до садиби входила церква.

### Перші шляхетські садиби в Україні
Виділяють кілька основних категорій садиб, що збереглися: [джерело?]
- садиби багатих осіб XVII століття
- садиби поміщиків XVIII—XIX ст.
- міські садиби XVIII—XIX ст.

У часи Королівства Польського та Великого князівства Литовського на теренах України знать починає зводити муровані замки та палаци. Їхня величина та інтер'єр залежали від статків та уподобань власника. Так великий магнат для побудови маєтку міг залучити відомих італійських архітекторів, облаштувати бароковий парк зі скульптурами і фонтанами. Чудовим прикладом палацового мистецтва того часу є Золочівський замок.
В цей самий час садиби дрібних шляхтичів мало чим відрізнялись від селянських хат. Їх будували з дерева, інколи білили, але при цьому за багато століть між дрібним маєтком і сільським будинком виникли ряд відмінностей. Наприклад, панська садиба розташовувалась на помості, була багатокамерною, просторою, підлогу вкривав дощатий паркет, а в кожній кімнаті стояла грубка. Селянська ж хата була заглиблена у землю, єдиними кімнатами були сіни та житлове приміщення з курною піччю, підлогу вкривала земляна долівка. У таких хатах могли жити не тільки селяни, а й зубожіла шляхта. 

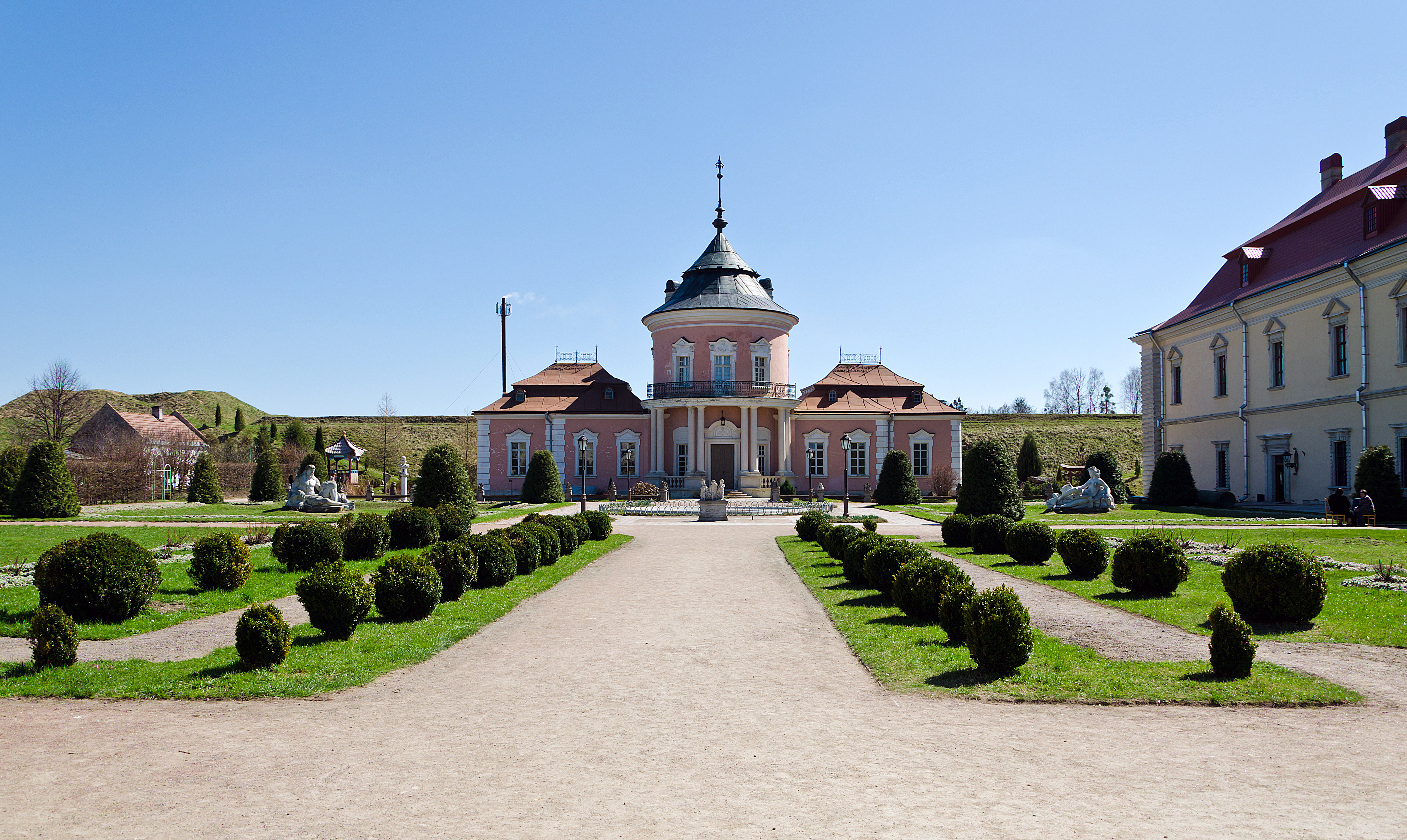
Золочівський палац
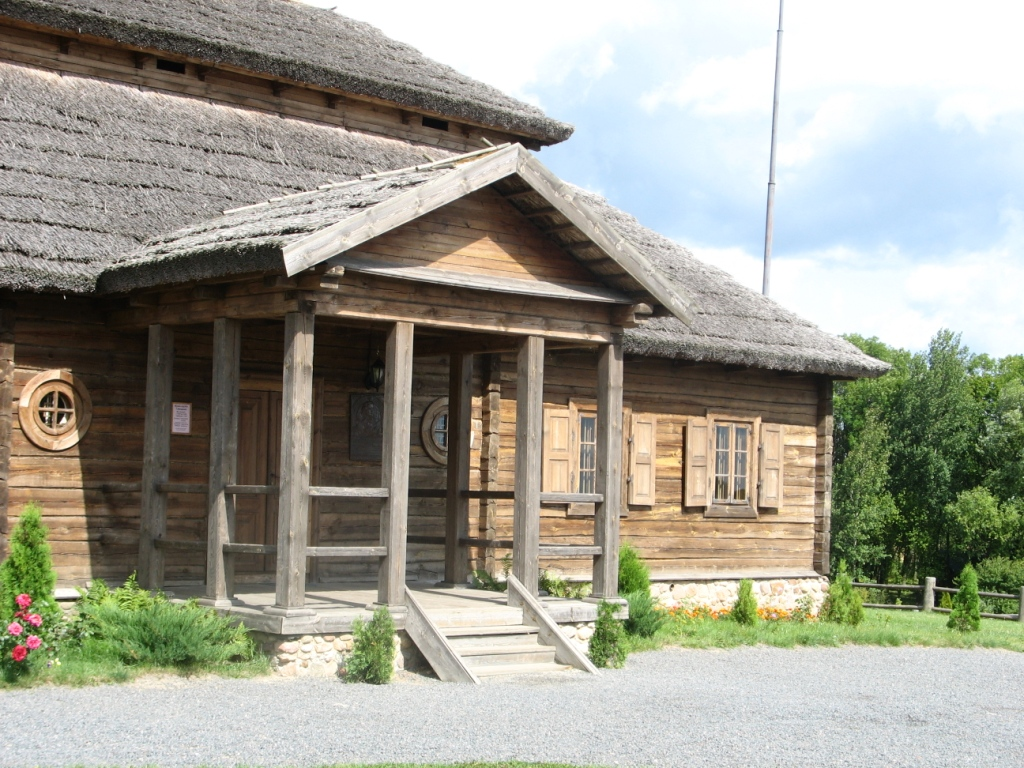
Садиба Тадеуша Костюшка в м. Косово, Білорусь. Типове житло середньої та дрібної шляхти в Речі Посполитій

### Садиби козацької старшини
у XVII ст. козацтво виокремлюється в окремий стан. У той же самий час козацька старшина почала зводити для своїх потреб кам'яні садиби. Їхнє планування було подібне до сільських хат: права частина була репрезентабельною і складалась з однієї-двох кімнат, а ліва частина була житловою і поділеною на 5-6 кімнат. Ці дві частини розділялися сіньми.
До нашого часу козацьких садиб залишилось небагато. В збережених палацах були розміщені музеї та державні установи, в деяких — житлові будинки. Та все ж, більшість з них впала в руїни або знаходяться в занедбаному стані.

Садиба Кочубея в Батурині
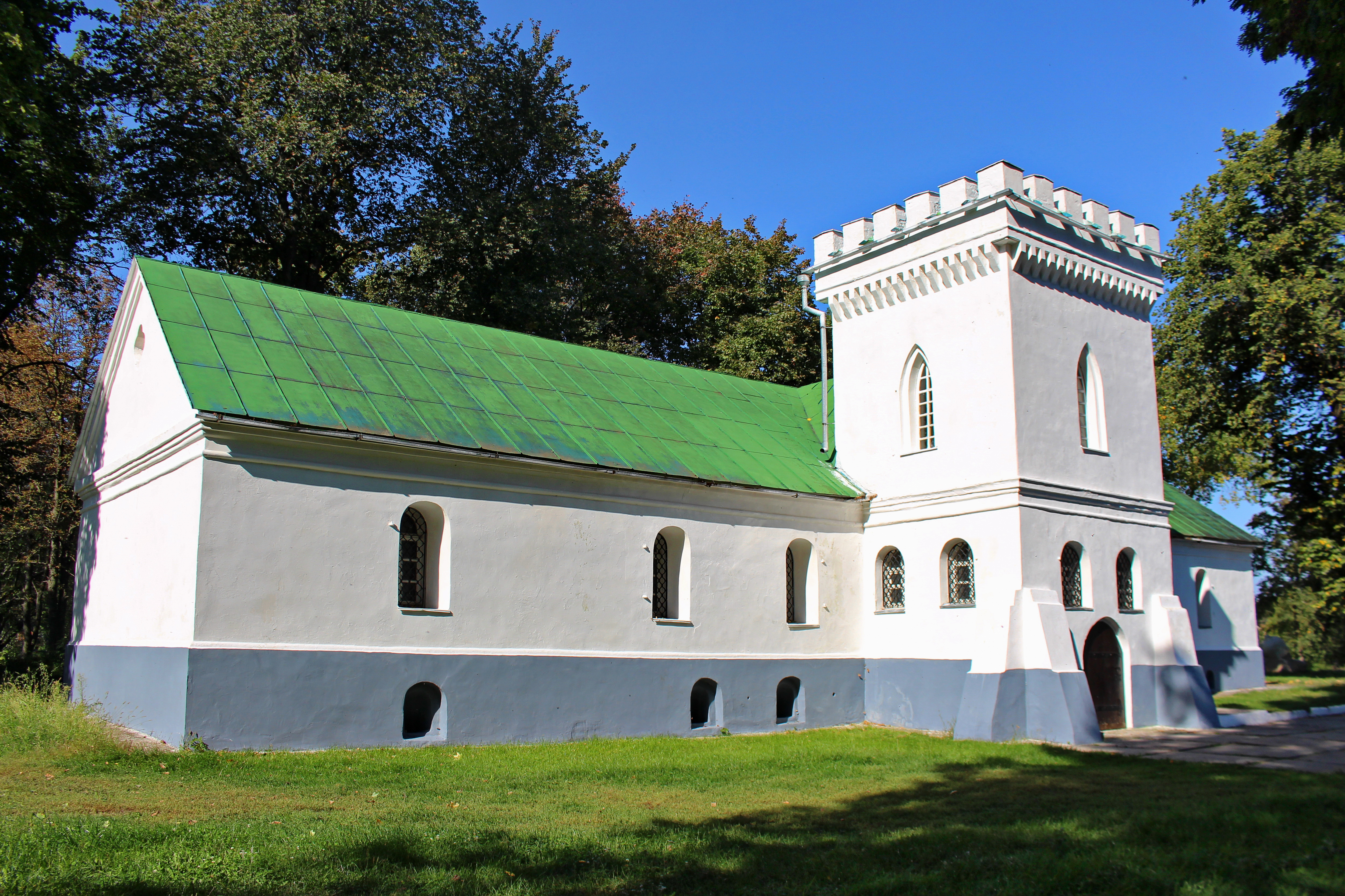
Садиба Лизогубів в Седнові
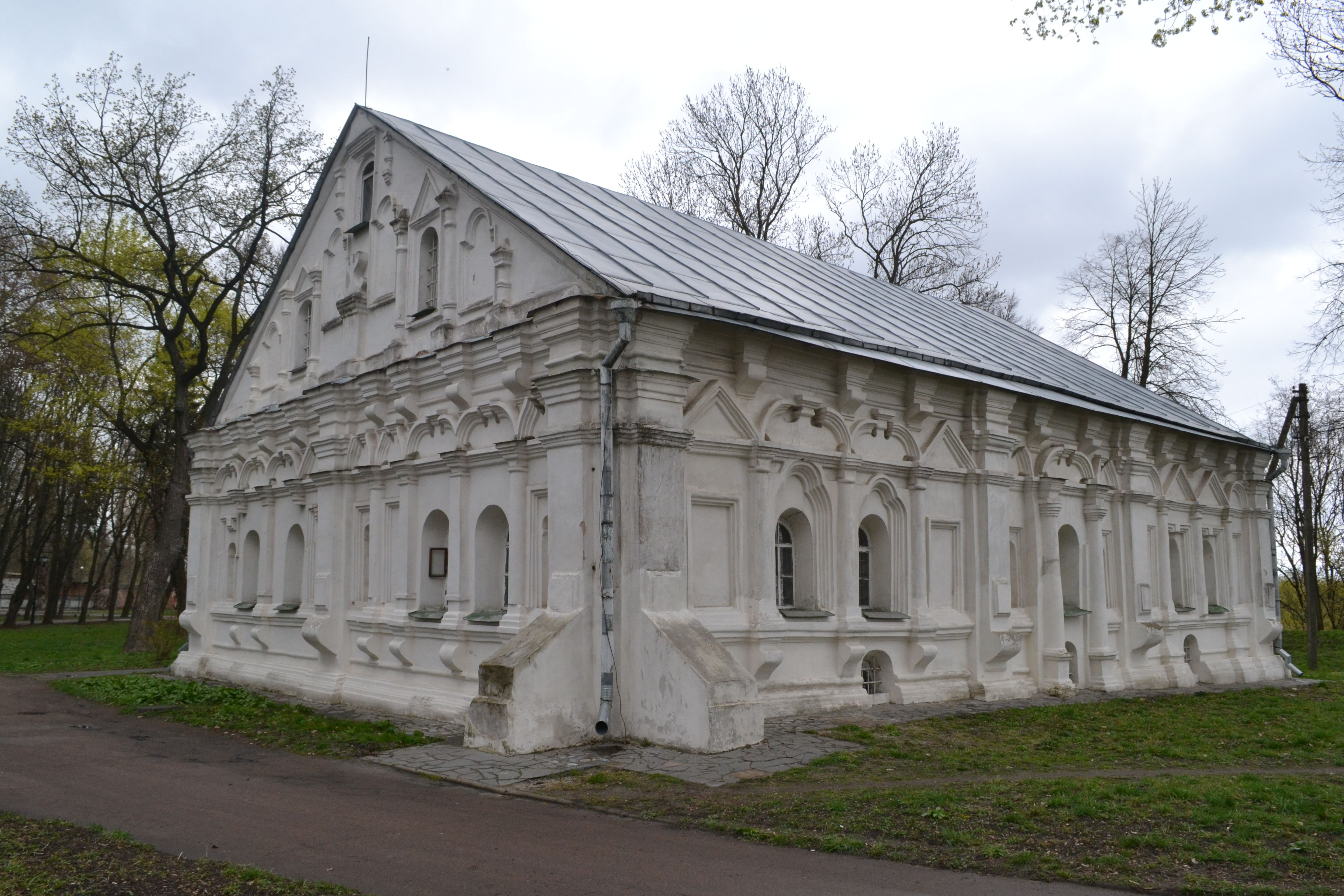
Будинок полкової канцелярії в Чернігові
Палац Кондратьєвих у Старому селі

#### Садиби в західних районах України

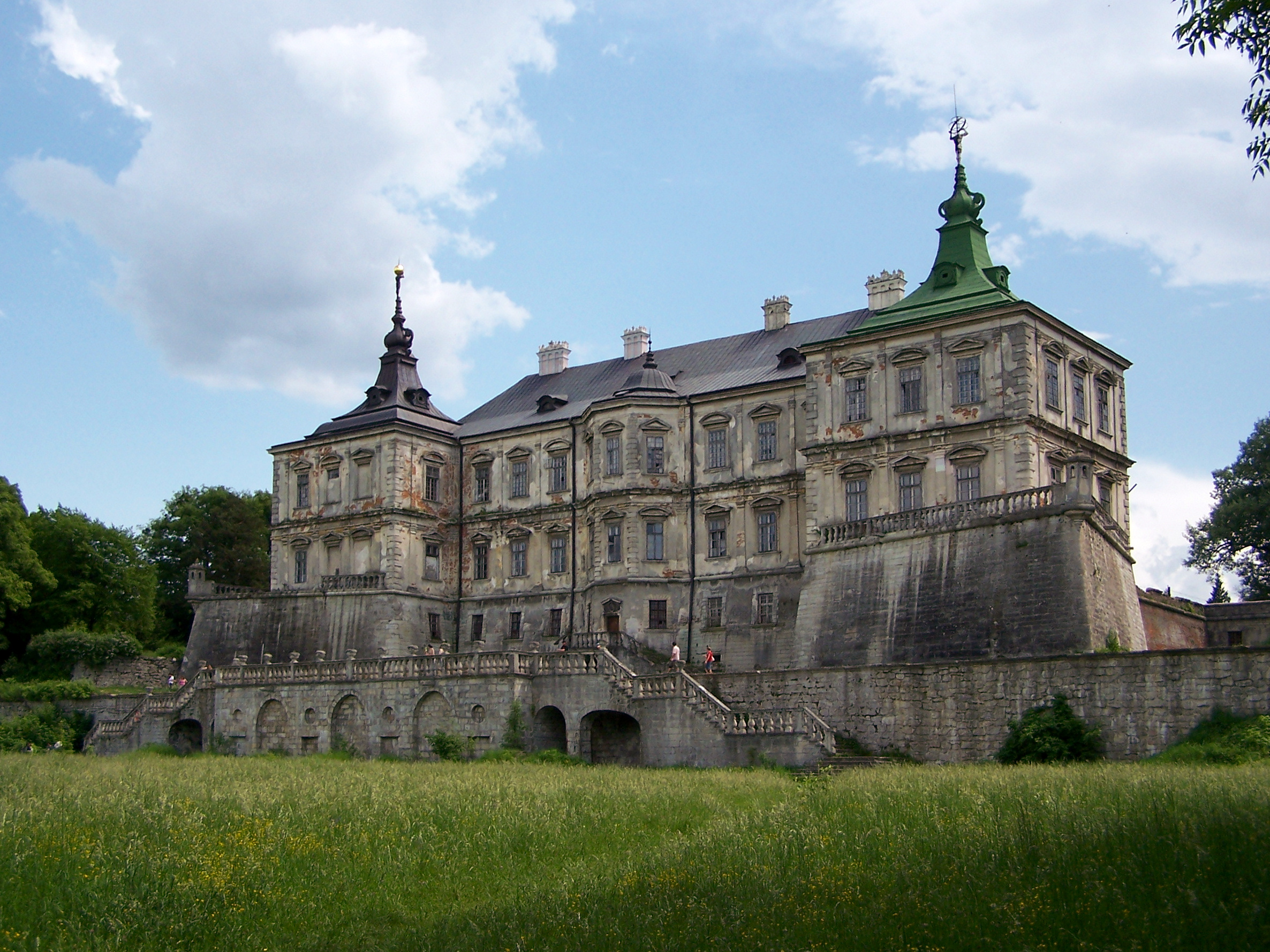
Підгорецький замок

Постійна загроза турецького нападу спричинила особливості садиб Заходу України. Часто це укріплення з садибою, маленькі фортеці або садиби-замки на укріпленнях. Прикладами садиб-укріплень стали Олесько, Збараж, Золочівський замок, Олика (Радзівіллів), славнозвісні Підгірці (Підгорецький замок).
Виникли й барокові костели оборонного типу (костел у Старій Солі) з тих же причин.
Садибна культура на Заході України має визначні зразки як у стилі бароко, так і класицизму. За заміським типом була вибудована у місті Львів садиба і палац Бесядецьких.
Доба бароко в Україні співіснувала з декількома війнами та постійними нападами оттоманської Порти (Туреччини), яка жила загарбницькими війнами та продажем полонених. Поволі, коли небезпека вщухає, будують садиби й без укріплень. Грошей не жалкують і виникають дивні садиби із скульптурами на брамах та службових приміщеннях (Ляське 18 ст., перебудоване, Оброшино, що за проєктом архітектора Юзефа Фонтана, магнацька садиба князів Сангушко (Ізяслав Хмельницька об., руїна).

#### Садиби доби класицизму

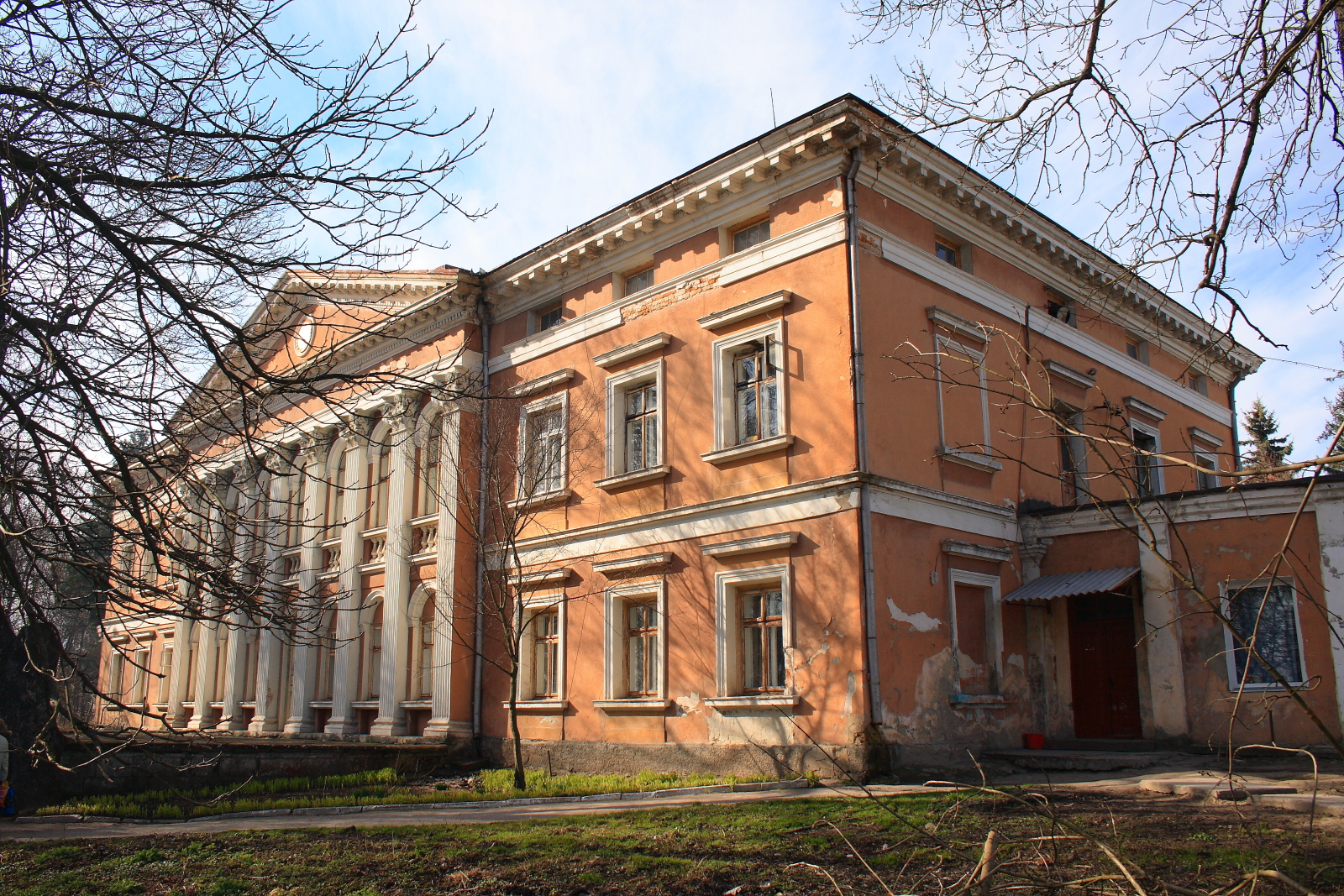
Микулинці, палац графів Реїв, бічний фасад

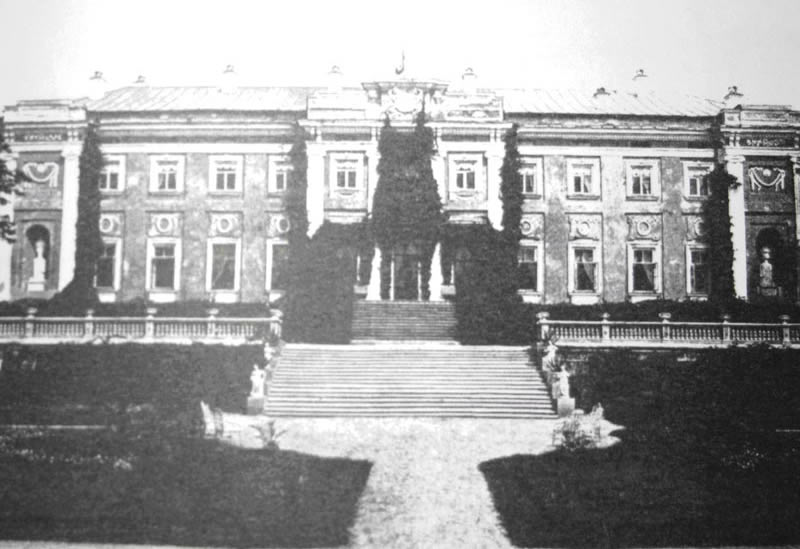
Старовинна фотокартка (до 1917 р.) садиби в Старому Мерчику

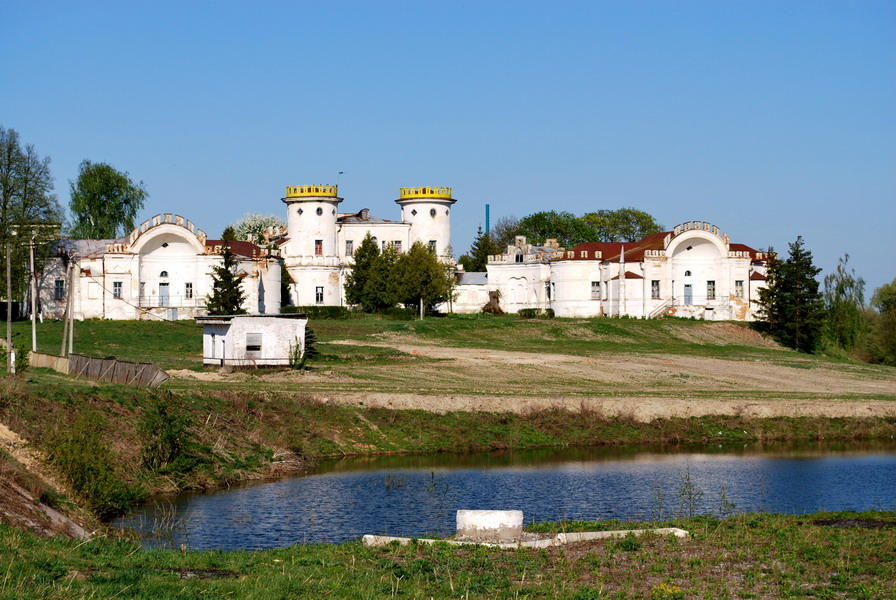
Садиба Вишеньки, загальний вигляд, 2009 рік

Палац в Вишеньках, поземний план і аналіз побудови.

Перлини садиб доби класицизму має на своїх теренах і Україна. Перш за все це Вороновиця Ґрохольських (арх. Д. Мерліні, Вінницька об. збережена, нині Вороновицький музей історії авіації та космонавтики України), Микулинці графів Реїв (Тернопільська об., збережена), Серебринці (Вінницька об., руїна).
Пам'яткою світового рівня є садиба Розумовського К. Г. в Батурині (арх Чарльз Камерон, Чернігівська об., реставрована). Садиби в Тульчині та Вишнівцях найбільші за розмірами, та значно поступаються мистецьким якостям садиб в Серебринцях, Микулинцях чи Батурині.
Зразками провінційного класицизму були садиби Браницьких в Олександрії (зруйнована, існує пейзажний парк), Верхівня панів Ганьських (збережена), Хомутець Муравьових-Апостолів (Полтавська об, руїна), садиба Тор Ланге в Нападівці (Винницька об., руїна), Самчики (Хмельницька об, збережена, музей).
Досить цікавою була садиба в Рудому Селі, українське палладіанство (Київська об.). Але її дослідити не встигли за браком бажання та суцільний руйнівний стан.
Найбільш збереженими пам'ятками класицизму в України є садиби на Сході України — Качанівка Тарновського та Сокиринці Галаганів (Чернігівська об.)
- Перша — садиба Старий Мерчик (Харківська об.) Руїна недостатньо вивчена, та за мистецькими якостями належить генію в архітектурі. Автора проєкту ще не встановили. Після більшовицького перевороту бібліотеку (160 примірників) останніх володарів садиби Квашніних-Самаріних вивезли (В. А. Мамуровський) і передали в Московський університет, а картинну галерею передали в Рум'янцевський музей, що існував до 1924 року в Москві.

- Друга — садиба Вишеньки Рум'янцева Петра Олександровича (збережена, нині санаторій, Чернігівська об.). Занадто складний та чудернацький план палацу в Вишеньках робить його винятком і шедевром. Лише провінційне втілення блискучого проєкту дещо принижує надзвичайні мистецькі якості палацу-винятку.

Винятковість архітектури палацу добре відчувають кіномитці. Саме в садибі Вишеньки відбувались зйомки кінострічки Ю. Г. Іллєнка " Молитва за гетьмана Мазепу "
- Третя — Самчики, теж в переліку цікавих садиб. Власником був полковник Петро Чечель. Панський дім (палац)одноповерховий, в стилі пізнього класицизму (ампіру), побудований за проєктом польського архтектора Якуба Кобицького. Оздоби інтер'єрів створив італійський (швейцарський?) скульптор Жан Батіст Цегляно. Багата садиба без парку — ніщо. Тому парк в садибі створив відомий на землях України (тоді в складі Російської імперії) садівник Діоніс Міклер, засновник ботанічного саду в місті Кременець, найстарішого серед ботанічних садів України.

Паркові будівлі в стилі класицизму доповнили і провінційним зразком шинуазрі — Китайським павільйоном. Вибудуваний з цегли, потинькований, прикрашений рустикацією, пілястрами, розфарбований в біло-жовті кольори, павільйон теж цілком належав би класицизму, аби не високий гнучкий дах з заокругленими кінцівками. Окрасою павільйону була скульптура Будди.
Унікальним для України залишився і інтер'єр панської оселі в стилі японізм (дракони, квіти і птахи, гейша з парасолькою, стилізації ієрогліфічних написів). Потрощені за часів СРСР оздоби вдалося відреставрувати. З 1990-х років тут музей.
- Четверта — Яготин. Палацово-парковий ансамбль графа Кирила Розумовського в Яготині належав до найкращих на теренах України.

Палац, вибудований з дерева, згорів у 1917 році і більш ніколи не відновлювався. Вирішений в формах кам'яної архітектури довгим єдиним блоком, він був вдало аранжований без зайвих колон і фронтонів. Тричастинний центр (напівротонда, головна будівля, ризаліти) були доповнені бічними галереями з великими вікнами та кінцевими павільйонами. Декор, архітектурні об'єми і форми вікон свідчили про надзвичайно якісний зразок столичного ампіру, що виник в тодішній Київській губернії. Втрата палацу Кирила Розумовського в Яготині — втрата для всього мистецтва архітектури України.

#### Садиби 19 століття в Україні

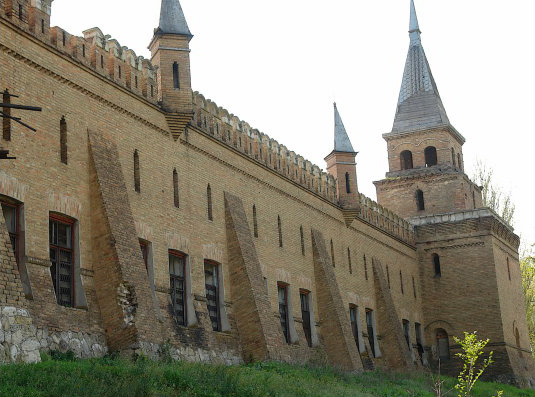
Садиба Попова, місто Василівка, 1884 рік

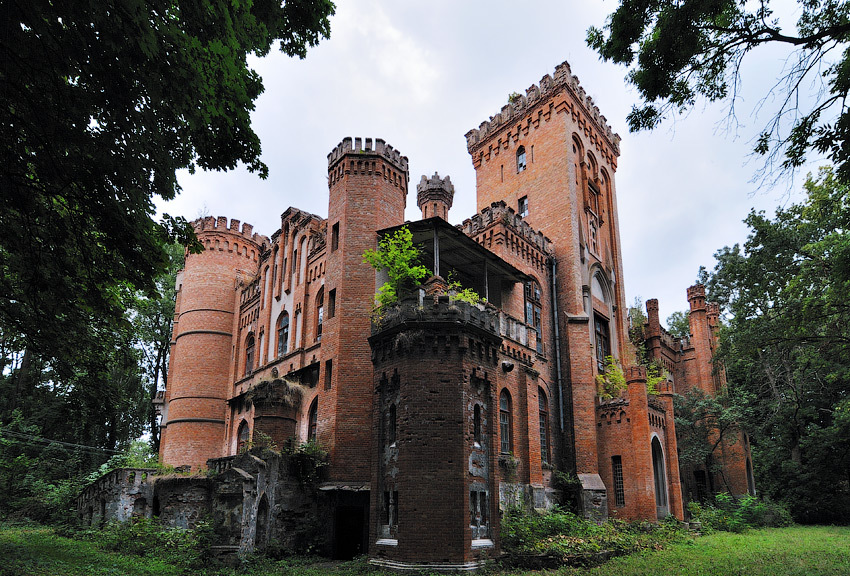
Садиба Леськове, палац Даховських, Черкаська об.

19 століття здебільшого — століття міст та смерті старих садиб. Але виникають і нові. Найбільші серед нових — садиба(замок) Даховських в Леськові (Черкаська об., існує), садиба Василівка генерала Попова (Запорізька об, руїна=музей).
Зажили своєї слави й садиби хірурга Пирогова (Вінницька об., музей), Шарівка Кеніга (Харківська обл.), садиба капітана Чичагова (Вінницька обл., нині школа).
Всі ознаки садибної архітектури зберегла й садиба Потоцьких в місті Одеса (курдонер, господарський палац, грот, пейзажний парк, арх. Ф.Боффо), нині Художній музей.
Цікаво, що садибна архітектура стала зразком для будівель суспільних закладів. Стара лікарня в Одесі побудована за схемою приватної садиби — курдонер, будівля, парк (арх. Тома де Томон, що працював у Петербурзі). Всі ознаки аристократичного палацу мала й будівля Присутственних місць в Харкові (арх. Ярославський Петро Антонович, 1805 р.)

#### Садиба барона Кеніга— Шарівка
Назва Шарівка походить від прізвища козацького полковника Шарія, що жив на початку 18 ст. Другий володар садиби (Ольховський) у 19 ст. програв її в карти німцю Христіану Гебенштрейну. Вже у 1869 р. в Шарівці були винокурня, паровий млин, палац і пейзажний парк. Після Гебенштрейна володарем став Леопольд Кеніг, що починав бізнес в Петербурзі. Пізніше побудував цукровий завод біля Шарівки і придбав садибу. Саме при ньому будівля палацу набула неоготичного вигляду. Парк при садибі, що створений на схилі у вигляді терас, опрацював садівник Георг Куфальдт, що працював над парком палацу Кадріорг в місті Таллінн. За радянських часів садиба використовувалась як туберкульозний санаторій.

#### Краєвиди українських садиб

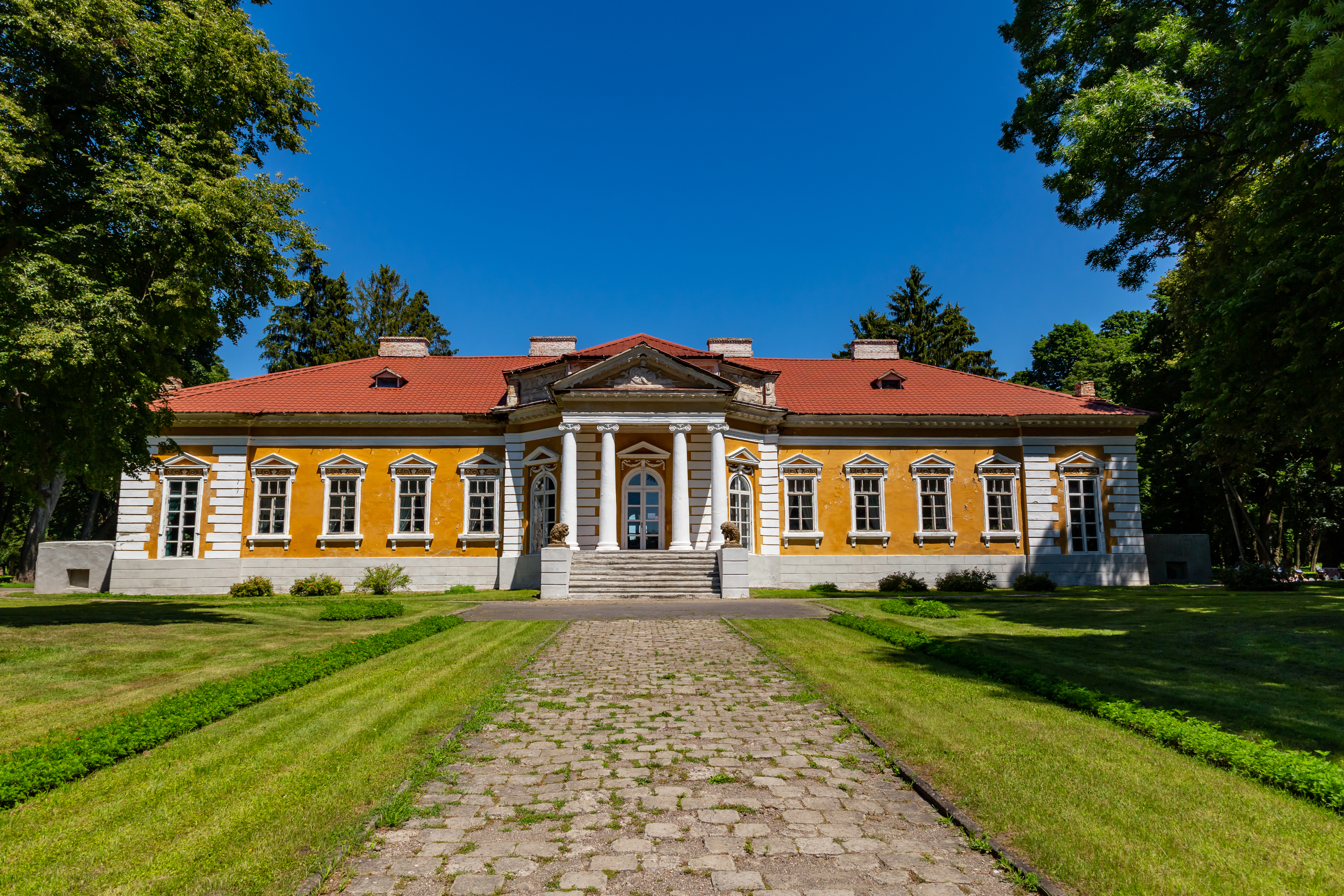
Садиба у Самчиках
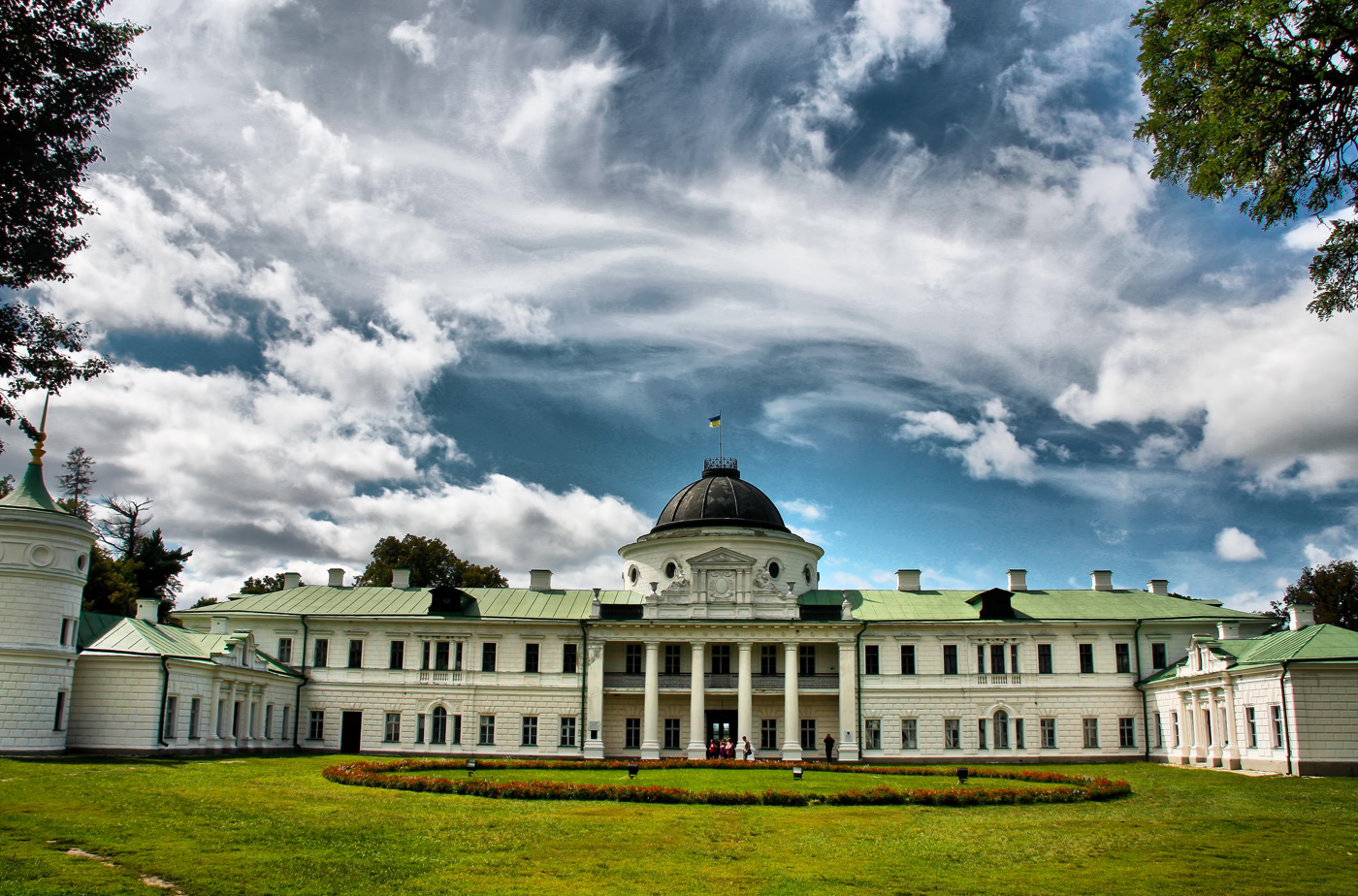
Палац в Качанівці
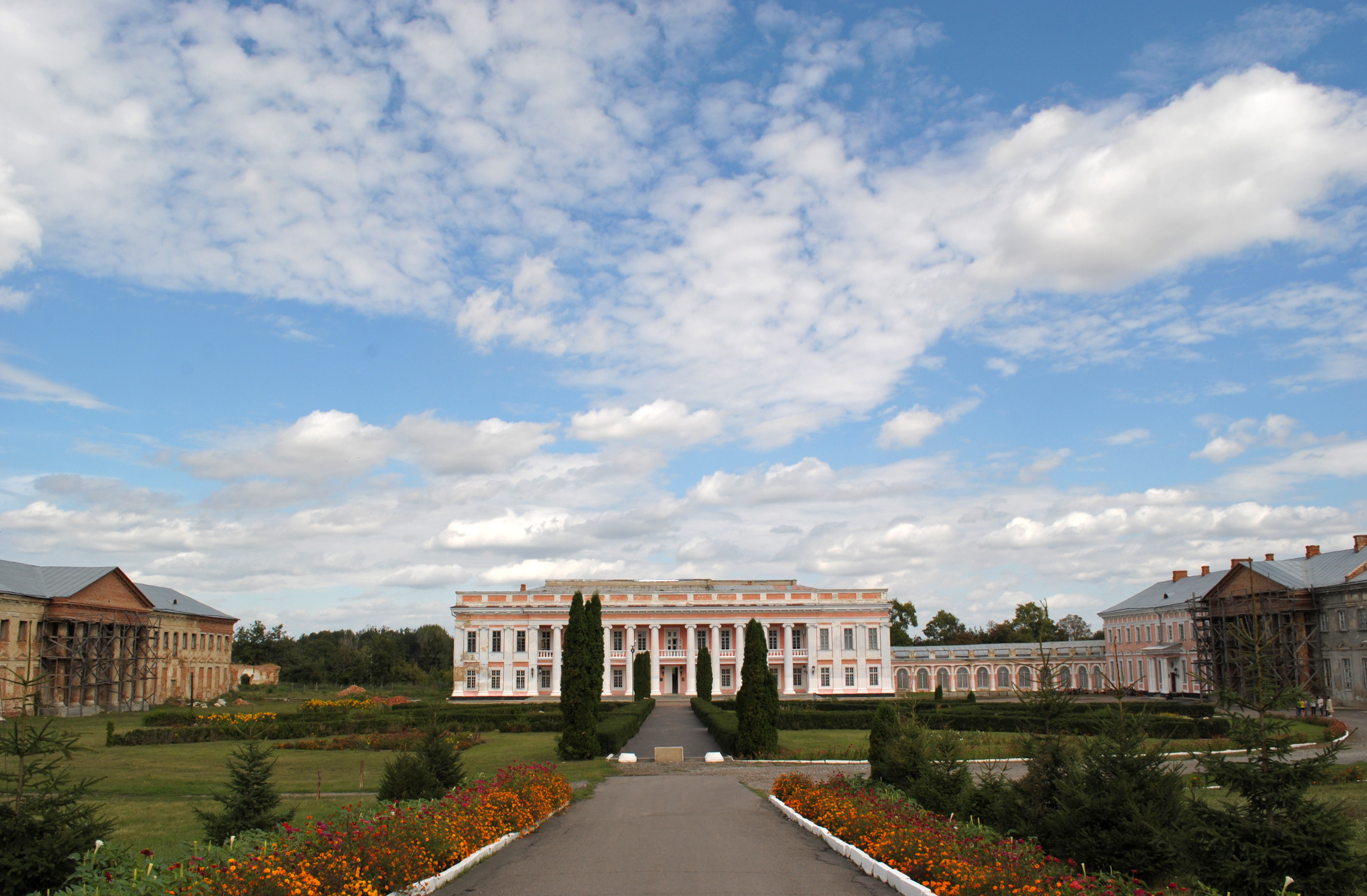
Палац Потоцьких в Тульчині
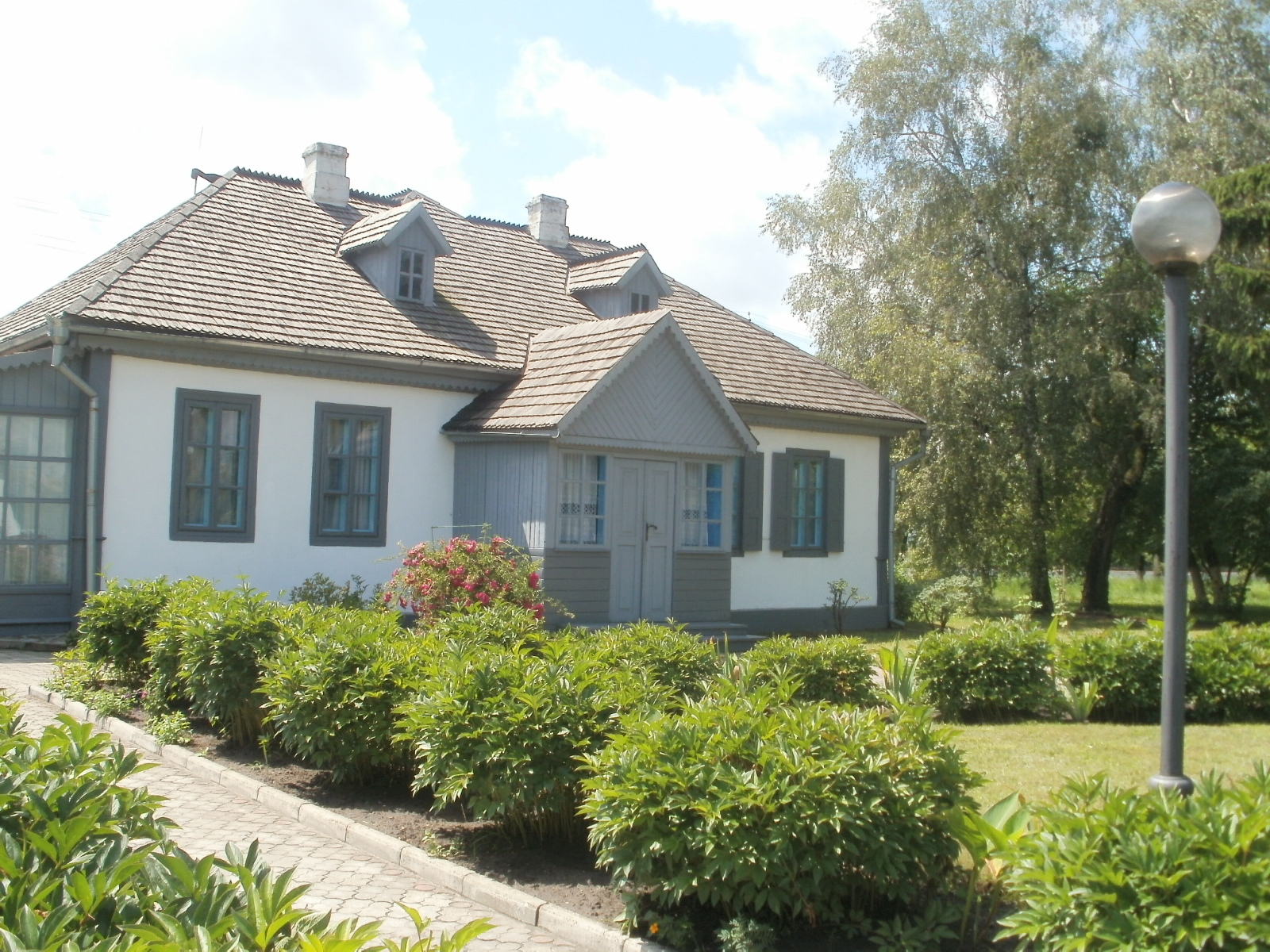
Садиба Косачів в селі Колодяжне
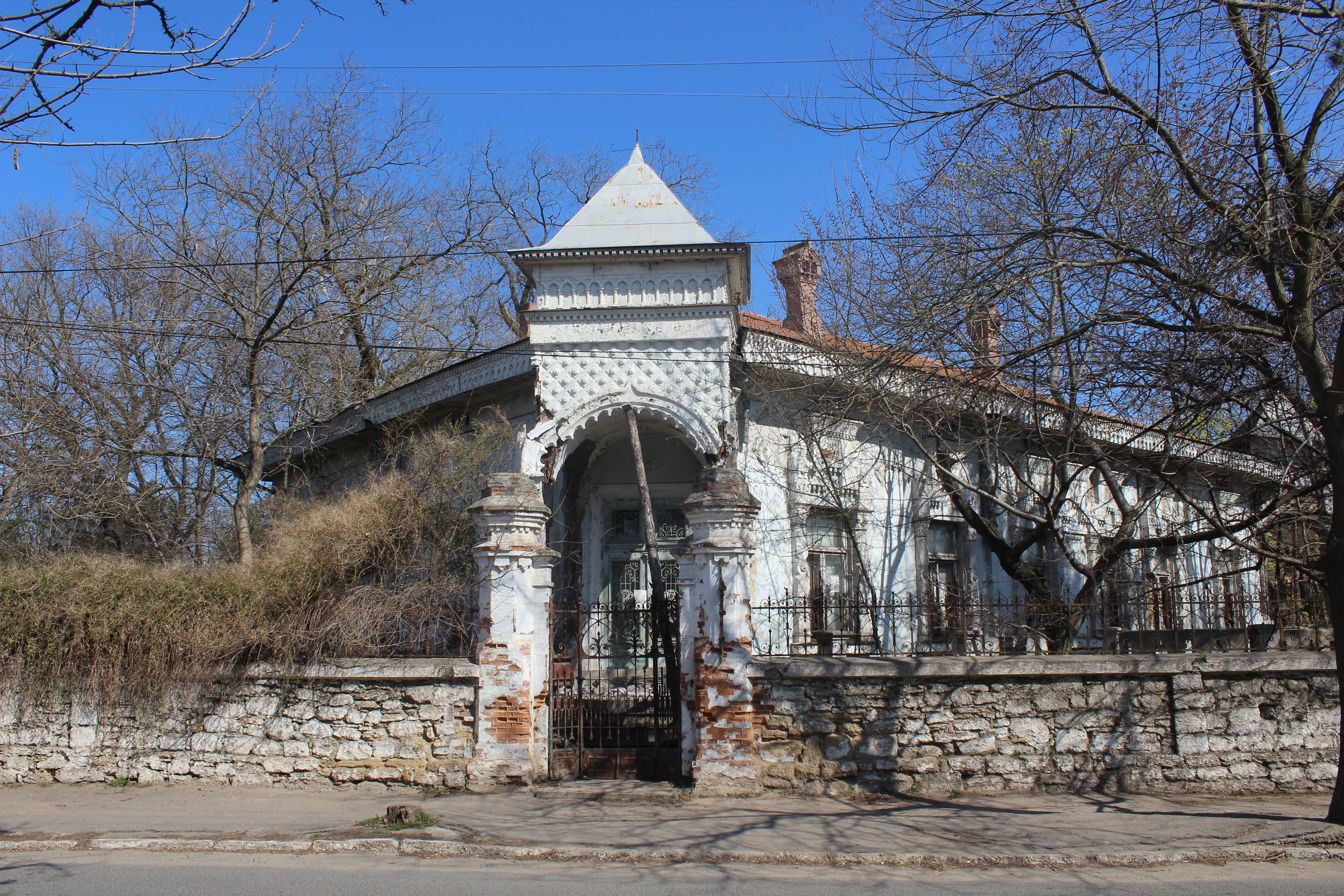
Будинок мирового судді в Білгород-Дністровському
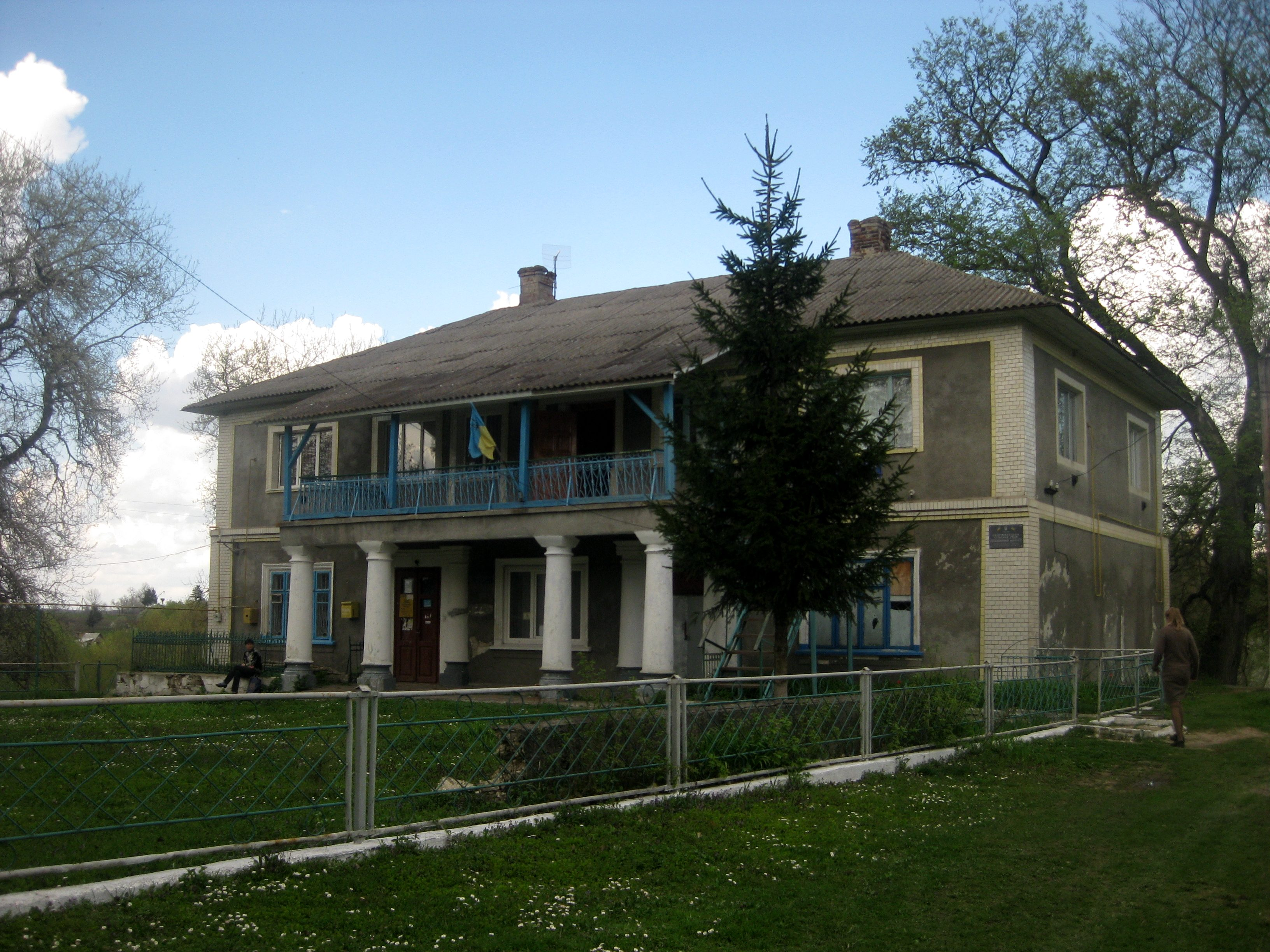
Садиба Маровських в селі Скаржинці

## Музеї-садиби
Після Жовтневого більшовицького перевороту 1917 року власники практично усіх садиб-маєтків Російської імперії вимушено покинули свої володіння. Більша їх частина була пограбована, спалена, зруйнована вщент, або перетворена у школи чи лікарні.